# Boeing 737 Next Generation
Il Boeing 737 Next Generation, comunemente abbreviato in Boeing 737 NG, è un aereo a fusoliera stretta per il corto-medio raggio prodotto dalla statunitense Boeing dal 1996. Il 737 Next Generation è prodotto in quattro differenti varianti, 737-600, 737-700, 737-800 e 737-900, che si differenziano per dimensioni e quindi capacità: la serie 737-600 ha una capacità massima di 130 posti a sedere, la serie 737-700 di 148, la serie 737-800 di 189 e la serie 737-900 di 220 posti a sedere. La 737 NG è la terza generazione aeromobile derivata dal Boeing 737, segue il 737 Classic (-300/-400/-500), prodotta tra 1979 e il 2000 e precede la generazione 737 MAX.
Sono stati consegnati 7 040 737NG prima della fine del maggio 2017, con un totale di 7 070 ordini. Gli ordini rimanenti sono nelle varianti -700, -700BBJ, -800, -800BBJ e -900ER. Il diretto concorrente del 737 NG è la famiglia Airbus A320 dell'europea Airbus.

## Storia del progetto

### Contesto
Quando il cliente abituale della Boeing, la United Airlines, iniziò ad acquistare gli Airbus A320 la Boeing venne spinta ad aggiornare la famiglia dei 737 Classic, più lenti e con minore autonomia di volo. Mentre la concorrente Airbus implementava tecnologie come il fly-by-wire, la Boeing iniziò i primi sviluppi di un nuovo modello più efficiente in seguito ad un lavoro di consultazione con potenziali acquirenti. Fu così che il 17 novembre del 1993 venne annunciato il programma 737 Next Generation. La nuova famiglia di aeromobili includeva 4 varianti, la -600, la -700, la -800 e la -900. Le prestazioni di un 737NG sono essenzialmente quelle di un nuovo aereo, anche se rimangono importanti tratti comuni con le versioni precedenti. L'ala venne modificata, con un incremento della superficie alare del 25% e un incremento dell'apertura alare di 4,88 m, una sezione più sottile e un aumento totale della capacità del combustibile del 30%. I motori vennero sostituiti con i più silenziosi ed efficienti CFM56-7B. Tutti questi miglioramenti aumentarono l'autonomia di volo dell'aeromobile di 900 miglia nautiche. Venne abilitato un programma di voli di prova coinvolgendo 10 aeromobili: 3 -600, 4 -700 e 3 -800.

### Produzione e collaudo
Il primo NG ad uscire dalla fabbrica fu -700, l'8 dicembre 1996. L'aereo, il 2,843º 737 realizzato volò per la prima volta il 9 febbraio 1997, con i piloti Mike Hewett e Ken Higgins al comando. Il primo prototipo dell' -800 uscì il 30 giugno 1997 e volò per la prima volta il 31 luglio 1997, pilotato da Jim McRoberts e di nuovo da Hewett. La variante più piccola, la -600, è identica in dimensione come la -500, uscì dalla fabbrica nel dicembre del 1997 ed effettuò il primo volo il 22 gennaio del 1998. Il 18 agosto del 1998 ottenne la certificazione dalla FAA.  Boeing aumentò la produzione dei 737 da 31,5 a 35 nel gennaio del 2012, a 38 al mese nel 2013, a 42 al mese nel 2014 ed è pianificato che raggiunga 47 esemplari per mese nel 2017, 52 per mese nel 2018 e 57 al mese nel 2019, anche se si potrebbe raggiungere il limite massimo di produzione pari a 63 aeromobili al mese. La produzione di un aeromobile viene effettuata nella Boeing Renton Factory in 10 giorni, la metà del tempo impiegato fino a qualche anno fa. La fusoliera vuota raggiunge l'impianto nel primo giorno di produzione dalla Spirit AeroSystems da Wichita, Kansas. Nel secondo giorno vengono installati i collegamenti elettrici e l'impianto idraulico il terzo giorno. Il quarto giorno la fusoliera viene ruotata di 90 gradi e vengono installate le ali, in un'operazione che richiede 6 ore, insieme al carrello di atterraggio. L'assemblaggio finale inizia il sesto giorno in cui vengono montati i sedili scelti dalla compagnia aerea, i bagni e le cappelliere. I motori vengono montati nell'ottavo giorno. Il decimo giorno l'aereo è pronto per i voli di prova.

### Interni
Per quanto riguarda la cabina, l'interno del 737NG si incentra sullo stile utilizzato sul Boeing 757-200 e sul Boeing 737 Classic incorporando anche parti del 777, che è più largo, più arrotondato e con i pannelli superiori più curvi.
Nel 2010, l'interno del 737NG fu aggiornato per sembrare più simile al Boeing 787. Conosciuto come Boeing Sky Interior (Boeing a cielo interno), introduce un nuovo sistema di portabagagli basculanti, nuove pareti, nuove unità di servizio per i passeggeri e illuminazione a LED. Lo Sky interior non può essere adattato per gli aerei esistenti; tuttavia, alcuni componenti prodotti da Health Tecna possono simulare, per i 737 e i 757 esistenti, un aspetto simile a quello dello Sky Interior.

## Dati tecnici
| Versione                                | 737-600                                         | 737-700                                         | 737-800                                         | 737-900                                         | 737-900ER                                       |
| --------------------------------------- | ----------------------------------------------- | ----------------------------------------------- | ----------------------------------------------- | ----------------------------------------------- | ----------------------------------------------- |
| Codice ICAO                             | B736                                            | B737                                            | B738                                            | B739                                            | B739                                            |
| Codice IATA                             | 736                                             | 737                                             | 738                                             | 739                                             | 739                                             |
| Equipaggio in cabina di pilotaggio      | 2 piloti                                        | 2 piloti                                        | 2 piloti                                        | 2 piloti                                        | 2 piloti                                        |
| Capacità massima passeggeri             | 149                                             | 149                                             | 189                                             | 189                                             | 220                                             |
| Lunghezza totale                        | 31,24 m                                         | 33,63 m                                         | 39,47 m                                         | 42,11 m                                         | 42,11 m                                         |
| Diametro cabina                         | 3,54 m                                          | 3,54 m                                          | 3,54 m                                          | 3,54 m                                          | 3,54 m                                          |
| Diametro fusoliera                      | 3,76 m                                          | 3,76 m                                          | 3,76 m                                          | 3,76 m                                          | 3,76 m                                          |
| Larghezza piano orizzontale             | 14,35 m                                         | 14,35 m                                         | 14,35 m                                         | 14,35 m                                         | 14,35 m                                         |
| Apertura alare                          | 34,32 m (senza winglet) - 35,79 m (con winglet) | 34,32 m (senza winglet) - 35,79 m (con winglet) | 34,32 m (senza winglet) - 35,79 m (con winglet) | 34,32 m (senza winglet) - 35,79 m (con winglet) | 34,32 m (senza winglet) - 35,79 m (con winglet) |
| Superficie alare                        | 124,6 m²                                        | 124,6 m²                                        | 124,6 m²                                        | 124,6 m²                                        | 124,6 m²                                        |
| Freccia alare                           | 25°                                             | 25°                                             | 25°                                             | 25°                                             | 25°                                             |
| Altezza fusoliera                       | 5,54 m                                          | 5,56 m                                          | 5,41 m                                          | 5,44 m                                          | 5,44 m                                          |
| Altezza totale                          | 12,70 m                                         | 12,67 m                                         | 12,62 m                                         | 12,62 m                                         | 12,62 m                                         |
| Passo                                   | 11,23 m                                         | 12,60 m                                         | 15,60 m                                         | 17,17 m                                         | 17,17 m                                         |
| Peso operativo a vuoto (OEW)            | 36 378 kg                                       | 37 648 kg                                       | 41 413 kg                                       | 42 901 kg                                       | 44 677 kg                                       |
| Peso massimo senza carburante (MZFW)    | 51 936 kg                                       | 55 202 kg                                       | 61 689 kg                                       | 63 639 kg                                       | 67 721 kg                                       |
| Peso massimo durante il rullaggio (MTW) | 65 771 kg                                       | 70 307 kg                                       | 78 471 kg                                       | 79 243 kg                                       | 85 366 kg                                       |
| Peso massimo al decollo (MTOW)          | 65 544 kg                                       | 70 080 kg                                       | 78 245 kg                                       | 79 016 kg                                       | 85 139 kg                                       |
| Peso massimo all'atterraggio (MLW)      | 55 111 kg                                       | 58 604 kg                                       | 65 317 kg                                       | 66 814 kg                                       | 71 350 kg                                       |
| Carico utile massimo                    | 15 558 kg                                       | 17 554 kg                                       | 20 276 kg                                       | 20 738 kg                                       | 23 045 kg                                       |
| Capacità cargo                          | 20,4 m³                                         | 27,4 m³                                         | 44,1 m³                                         | 52,0 m³                                         | 44,9 m³                                         |
| Capacità massima carburante             | 26 022 L                                        | 26 022 L                                        | 26 022 L                                        | 26 022 L                                        | 29 666 L                                        |
| Velocità di crociera                    | 0,79 Mach (975,49 km/h)                         | 0,79 Mach (975,49 km/h)                         | 0,79 Mach (975,49 km/h)                         | 0,79 Mach (975,49 km/h)                         | 0,79 Mach (975,49 km/h)                         |
| Velocità massima                        | 0,82 Mach (1 012,54 km/h)                       | 0,82 Mach (1 012,54 km/h)                       | 0,82 Mach (1 012,54 km/h)                       | 0,82 Mach (1 012,54 km/h)                       | 0,82 Mach (1 012,54 km/h)                       |
| Autonomia                               | 3 235 nmi 5 990 km                              | 3 010 nmi 5 575 km                              | 2 935 nmi 5 435 km                              | 2 745 nmi 5 085 km                              | 2 950 nmi 5 465 km                              |
| Quota di tangenza                       | 41 000 ft (12 500 m)                            | 41 000 ft (12 500 m)                            | 41 000 ft (12 500 m)                            | 41 000 ft (12 500 m)                            | 41 000 ft (12 500 m)                            |
| Motori (x2)                             | CFM International CFM56-7                       | CFM International CFM56-7                       | CFM International CFM56-7                       | CFM International CFM56-7                       | CFM International CFM56-7                       |
| Spinta (x2)                             | 86-101 kN                                       | 86-121 kN                                       | 101-121 kN                                      | 101-121 kN                                      | 101-121 kN                                      |

## Utilizzatori
Al giugno 2023, dei 7 104 esemplari consegnati, 6 393 sono operativi.

### Civili
Gli utilizzatori principali sono:
- Southwest Airlines (613 esemplari)
- United Airlines (329 esemplari)
- American Airlines (303 esemplari)
- Delta Air Lines (240 esemplari)
- Ryanair (222 esemplari)
- China Southern Airlines (184 esemplari)
- Alaska Airlines (166 esemplari)
- China Eastern Airlines (138 esemplari)
- Hainan Airlines (132 esemplari)
- Xiamen Airlines (128 esemplari)
- Shandong Airlines (126 esemplari)
- Malta Air (125 esemplari)
- Air China (109 esemplari)
- Gol Transportes Aéreos (97 esemplari)
- Lion Air (94 esemplari)
- Jet2.com (90 esemplari)
- Virgin Australia (84 esemplari)
- WestJet (79 esemplari)
- Shenzhen Airlines (76 esemplari)
- Qantas (75 esemplari)
- Transavia France (71 esemplari)
- Shanghai Airlines (69 esemplari)
- Copa Airlines (67 esemplari)
- China United Airlines (57 esemplari)

### Governativi e militari
Gli utilizzatori principali sono:
- Marina degli Stati Uniti d'America (140 esemplari)
- Forza Aerea dell'Australia (20 esemplari)
- Forza Aerea degli Stati Uniti d'America (13 esemplari)
- Marina dell'India (12 esemplari)
- Forza Aerea del Regno Unito (9 esemplari)
- Forza Aerea della Cina (8 esemplari)
- Dubai Air Wing (5 esemplari)
- Forza Aerea della Norvegia (5 esemplari)
- Forza Aerea della Corea del Sud (4 esemplari)
- Forza Aerea della Nuova Zelanda (4 esemplari)
- Forza Aerea della Turchia (4 esemplari)
- Forza Aerea dell'India (3 esemplari)
- Forza Aerea del Messico (3 esemplari)
- Ministero dell'economia saudita (3 esemplari)
- Forza Aerea dell'Arabia Saudita (2 esemplari)
- Governo della Thailandia (2 esemplari)
- Aeronautica militare del Marocco (1 esemplare)
- Bahrain Royal Flight (1 esemplare)
- Forza Aerea del Ciad (1 esemplare)
- Forza Aerea della Colombia (1 esemplare)
- Forza Aerea di Taiwan (1 esemplare)
- Governo della Bielorussia (1 esemplare)
- Governo della Guinea Equatoriale (1 esemplare)
- Governo dell'Indonesia (1 esemplare)